# Andžs Flaksis
Andžs Flaksis (Priekule, 8 de març de 1991) és un ciclista letó, professional des del 2012. Actualment corre a l'equip Holowesko Citadel Racing Team.

## Palmarès
- 2011
  -  Campió de Letònia en contrarellotge sub-23
  - 1r a la Scandinavian Race Uppsala
- 2012
  -  Campió de Letònia en ruta sub-23
  -  Campió de Letònia en contrarellotge sub-23
  - 1r al Gran Premi Riga
- 2013
  -  Campió de Letònia en contrarellotge sub-23
- 2017
  - 1r al Tour de Beauce